# Javier Gutiérrez Cuevas
Javier Gutiérrez Cuevas (n. 29 de marzo de 1985 en Santander, Cantabria), conocido como Puchi es un deportista español que compite en esquí de fondo.
Forma parte del equipo nacional de esquí de fondo desde 2004 y tiene 13 medallas de oro, 12 medallas de plata y 5 de bronce en los campeonatos de España. Ha participado en varios mundiales, en los Juegos Olímpicos de Vancouver 2010 y en los Juegos Olímpicos de Sochi 2014.
Su hermano, Juan Jesús Gutiérrez Cuevas, también es esquiador de fondo.

## Trayectoria
En 2008 se proclamó doble campeón de España de sprint y fondo en la competición disputada en San Joan de L'erm.

### Juegos olímpicos de invierno
- Juegos Olímpicos de Vancouver 2010
  - 30 km skiatlón - 20 de febrero - Marcaː 1h.22:20,4 - Posición 40
  - 15 km individual - 15 de febrero - Marcaː 37:55,7 - Posición 69
  - 50 km salida en grupo - 28 de febrero - Marcaː NF - Posición NF

- Juegos Olímpicos de Sochi 2014ː
  - 15 km + 15 km skiatlón - 9 de febrero de 2014 - Marcaː 1:16:01 - Puestoː 58
  - 15 km individual - 14 de febrero - Marcaː 43:43,9 - Puestoː 63
  - 50 km salida en grupo - 23 de febrero - Marcaː 1:53:02,5 - Puestoː 47